# Bereznehuvate, Kompaniivka
Bereznehuvate (în ucraineană Березнегувате) este un sat în comuna Cervona Sloboda din raionul Kompaniivka, regiunea Kirovohrad, Ucraina.

## Demografie
Componența lingvistică a localității Bereznehuvate
     Ucraineană (100%)
Conform recensământului din 2001, toată populația localității Bereznehuvate era vorbitoare de ucraineană (100%).